# Nerka (ryba)
Nerka (Oncorhynchus nerka) – gatunek łososia pacyficznego. Ryba dwuśrodowiskowa. Z powodu koloru mięsa, ikry i ubarwienia w okresie godowym nazywana łososiem czerwonym.

## Występowanie
Występuje w zlewiskach północnego Oceanu Spokojnego i Morza Ochockiego. Powszechna w Ameryce Północnej, wokół Kamczatki i Wysp Komandorskich. Tworzy populacje słodkowodne bytujące w jeziorach, a na Alasce – w strumieniach.

## Opis
Osiąga długość do 80 cm, przy maksymalnej masie ciała do 7 kg, zwykle nie przekracza 4 kg. Ubarwienie zmienia się z wiekiem ryby. Jest również zależne od warunków środowiska. Nerki przebywające w morzu mają ubarwienie srebrno-niebieskie lub srebrno-zielonkawe. W okresie godowym wstępują do rzek i barwa ciała – z wyjątkiem głowy i płetwy ogonowej – zmienia się na czerwoną lub – rzadziej – złotobrązową do zielonkawej, czasami pasiastą. Głowa zwykle oliwkowozielona. U samców występuje garb na grzbiecie, a obydwie szczęki wyginają się na kształt haków, podobnie jak u gorbuszy. Ubarwienie samców jest zazwyczaj bardziej intensywne.

## Odżywianie
Młode żywią się małżoraczkami, wioślarkami i larwami owadów, a dorosłe zooplanktonem i małymi rybami. Populacje jeziorowe zjadają plankton i larwy owadów.

## Rozród
Nerki przebywają w morzu od 3 do 5 lat. Tarło odbywają w jeziorach lub w. górnym biegu rzeki, ale w miejscach słabo natlenionych. Ze wszystkich łososi pacyficznych nerka jako jedyna wymaga jezior do wychowu potomstwa, więc uzależniona jest od tych rzek, które przepływają przez jeziora. Po dotarciu na tarlisko samica nerki wygrzebuje gniazdo w żwirowatym dnie i składa do 4300 jaskraworóżowych ziaren ikry, zapłodnionych przez samca. Po tarle wszystkie nerki giną, a ich ciała ścielą się na tym samym odcinku rzeki, na którym wcześniej odbyły tarło. Gdy narybek wydostanie się spomiędzy żwiru, podejmuje pierwszą w życiu wędrówkę do najbliższego jeziora. Młode pozostają w wodach słodkich od roku do dwóch, rzadziej do czterech lat, po czym spływają do morza. Osobniki pozostające w wodach słodkich osiągają mniejsze rozmiary.

## Znaczenie gospodarcze
Poławiana gospodarczo na dużą skalę, hodowana w akwakulturze, poławiana przez wędkarzy. Mięso i kawior z ikry nerki są czerwone.